# Kroženje fosforja
Kroženje fosforja je večkratno premeščanje fosforja med zemeljsko skorjo in organizmi. Sprošča se v obliki topnih fosfatov med preparevanjem in izpiranjem magmatskih in sedimentnih kamnin na kopnem, v litoralu ter v morskih in oceanskih globinah.
Fosfor rastline vsrkavajo in vgrajujejo v različne organske spojine. Slednje izrabljajo konzumenti oz. porabniki prvega reda (rastlinojedci) ter reducenti oz. razkrojevalci (bakterije in glive). Bakterije iz organskih snovi sproščajo fosfate v obliki, ki je topna, preostali del fosfatov pa se odlaga v globinskih usedlinah.
Skoraj ves fosfor, kar ga najdemo v biosferi, je v obliki fosfatov (kalcijev ali kalijev fosfat), t. i. soli ali estrovfosforjeve kisline (H3PO4). Kovinske soli fosforjeve kisline (npr. kalcijeve, železove ali aluminijeve soli) so v vodi zelo slabo topne, zato je večina fosforja vezana v kamninah, v tleh ali v sedimentih, tako da je fosfor dokaj enakomerno razporjen povsod po svetu. Le ponekod so se v zemeljski preteklosti nakopičila obsežnejša ležišča fosfor vsebujočega minerala apatita, ki je naravna zaloga fosforja in ki jo je človek zaradi naraščajoče porabe tega elementa že močno načel.
Rastline sprejemajo fosfor iz tal v obliki fosfatnih ionov (PO43- in HPO42-) oziroma fosfatnih ostankov. Ker so fosfati v vodi slabo topni, je njihovih ionov v vodi, ki jo rastlina črpa iz tal, razmeroma malo. Dostopnost fosforja za rastlino je odvisna od pH zemlje in od oblike v kateri je fosfor v prsti. Čim bolj so tla kisla, tem nižja je topnost železovih in aluminijevih fosfatov.
V bazičnih tleh pa se kopiči kalcijev fosfat, katerega topnost pada z naraščajočo vsednostjo pH zemlje. Rastline lahko še največ fosfata sprejmejo iz približno nevtralnih tal.

## Nahajališča fosforja
Fosfor najdemo tudi v različnih aerosolih v atmosferi. Vendar so njegove količine pomembnejše le ob peščenih viharjih ali vulkanskih izbruhih. Sčasoma se prašni delci iz zraka posedejo na zemeljsko površje. Vodni tokovi (potoki, reke ipd.), ki erodirajo površje zemlje, odnašajo z delci prsti tudi fosfor. Nekaj se ga v vodi raztopi in postane tako dostopen za v vodi živeče rastline, večina fosforja pa se odloži skupaj z erodiranimi delci prsti.

## Pomembnost
Kroženje fosforja je pomembno za rast in razmnoževanje vseh organizmov,  (ATP), DNA, RNA organizmi dobijo fosfor anorgansko.
Pomembno pri sintezi organofosfornih spojinah. Fosfat PO43-pretvarjajo v organske fosfate (pomembno za metabolizem ogljikovih hidratov, lipidov, nukleinskih kislin), fosfati v umetnih gnojilih, praških.

## Vodni cikel fosforja
Vodni cikel fosforja je pomembno hranilo za rastline in živali v obliki ionov. Fosfor oblikuje dele pomembnih molekul za ohranjanje življenja, vendar ni zelo pogost v biosferi. Fosfor ne vstopi v ozračje - atmosfero, večinoma ostane na kopnem in v kamninah ter mineralih. 80 odstotkov fosforja se uporablja za izdelavo gnojil in vrsto fosforja poznano kot razredčena fosforjeva kislina, ki se uporablja v brezalkoholnih pijačah. Fosfati so lahko učinkoviti, lahko pa tudi povzročajo onesnaževanje v jezerih in potokih. Obogatitev fosfata v jezerih lahko privede do evtrofikacije, zaradi presežka hranil. To povzroča povečano rast alg in bakterij v velikih količinah. Alge in bakterijo lahko porabijo vso zalogo kisika v vodi, zato zaradi tega veliko rib pogine.

## Fosfor v naravi
Fosfor se običajno pojavi v naravi kot del fosfatnih ionov, ki ga sestavljajo atom fosforja in nekaj več kisikovih atomov, najbolj obilne oblike (imenovane ortofosfat). Večina fosfatov se nahajaja v soli, v usedlinah, v oceanskem dnu ali v skalah. Sčasoma lahko geološki procesi prinesejo oceanske usedline na površje, kjer vremenski vplivi pospešijo prenos v kopenske habitate. Rastline absorbirajo fosfate iz tal, nato pa vežejo fosfate v organske spojine. Rastline nato skozi prehranjevalno verigo porabijo rastlinojede živali, ki pa jih požrejo večje zveri. Po smrti živali ali rastline razpadejo in fosfat se vrne v tla. Živali sproščajo fosfor tudi z sečem in iztrebki. Mnogo fosforja se nalaga v ptičjem in netopirskem gvanu. Znano je gvano kormoranov, pelikanov, strmoglavcev in drugih ptičev na obalah Čila in Peruja. Manjše količine gvana se kopičijo tudi v slovenskih podzemnih jamah, kjer se zbirajo množice netopirjev.

## Biološki pomen fosfatov
Primarni biološki pomen fosfatov je kot sestavni del nukleotidov, ki služijo za shranjevanje energije v celicah (ATP), ali če so povezani skupaj, tvorijo nukleinski kislini DNK in RNK. Fosfor je tudi v kosteh, katerih moč izvira iz kalcijevega fosfata in fosfolipid (najdemo ga v vseh bioloških membranah).
Fosfati se širijo/premikajo zelo hitro preko rastlin in živali, vendar je proces premikanja skozi tla ali oceane zelo počasen, zaradi česar je fosforjev cikel splošno ena najpočasnejših ciklov v biogeokemiji.

## Fosfor ni v zraku kot plin
Za razliko od ciklov materijskih spojin, fosforja ni mogoče najti v zraku kot plin. To pa zato, ker je pri normalni temperaturi in okoliščinah, v trdni obliki rdečega in belega fosforja. Po navadi prehaja skozi vodo, tla in usedline. Fosfor običajno najdemo v potokih, jezerih in ostalih vodnih področjih. Ko se kamnine in usedline postopoma obrabijo se fosfor sprosti. V ozračju po navadi najdemo fosfor v majhnih delcih prahu.

## Človeško onesnaževanje s fosforjem
Človeške motnje v fosforjevem ciklu prihajajo s prekomerno uporabo fosfornih gnojil. To ima za posledico večje količine fosforja, kot onesnaževalca v vodnih telesih, ki izhajajo iz evtrofikacije, ki opustoši vodni ekosistem. Ekološko bolj sprejemljiva kot prekomerna uporaba fosforja v gnojilih, v namen izboljšanje živalske paše poznamo alternativno izrabo zmogljivosti deževnikov, saj se hitro razmnožujejo in so zelo "produktivni", kar pomeni, da se zmogljivost pašnika z njihovo pomočjo lahko poveča do 25 odstotkov. Za samo vsebnost fosforja pa to pomeni, da izločki ali glistine, kot jih tudi imenujemo, vsebujejo 7 krat več fosforja, kot zemlja v kateri deluje.

## Vračanje fosforja v naravo
V naravnih ekosistemih se fosfor vrača v biosfero s preperevanjem kamnin, ki vsebujejo fosfate. V določenih primerih imajo rastline precej več fosforja kot običajno, ker se na njhovih rastiščih v obdobju poplav odlaga veliko blata, ki vsebujejo tudi fosfate. Na drugi strani pa so izjemno sušna področja z revno vegetacijo in močno erozijo, s katerih se odnašajo pomembne količine fosfatov.